# 宮崎一老
宮崎 一老（みやざき いちろう、1907年（明治40年） - 没年不明）は、日本の水産学者。兵庫県生まれ。旧制姫路高等学校を経て、1932年に東京帝国大学農学部水産学科を卒業、農林省水産講習所（現東京海洋大学）金沢演習場、農林省水産局（現農林水産省）、宮崎県経済部水産課、鯨類研究所勤務。1962年「二枚貝の発生、特に浮游幼貝の識別に関する研究」で東北大学農学博士。日本捕鯨協会勤務。

## 著書
- 『光る海 科学随筆』天然社、1943
- 『二枚貝とその養殖』いさな書房、1957
- 『漁業ものがたり 海につながる生活』法政大学出版局、1958
- 『魚つり歳時記』朝日新聞社 コンパクト・シリーズ、1964
- 『海洋生物資源の利用と開発』丸ノ内出版 食の科学叢書、1981

### 共著
- 『鯨 その科学と捕鯨の実際』大村秀雄、松浦義雄共著 水産社、1942

### 翻訳
- Rudolf Kreuzer, Rashid Ahmed『サメの利用とマーケティング』海洋水産資源開発センター共訳 海洋水産資源開発センター、1982
- 『C・W・ニコルの海洋記 くじらと鯨捕りの詩』竹内和世共訳 実業之日本社 実日新書、1987 のち講談社文庫

## 参考
- 『海洋生物資源の利用と開発』著者紹介